# 北德文區
北德文區（英語：North Devon District），英國英格蘭西南區域德文郡的一個非都市區（地方第二級區政府），區理事會所在地位於巴恩斯特普爾。
北德文區成立於1974年4月1日。

## 城鎮與景點

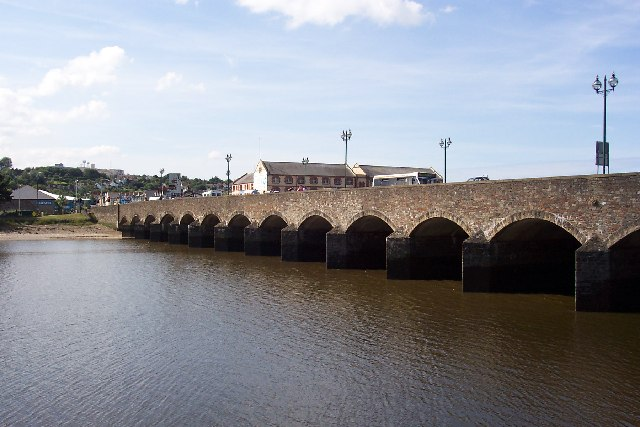
巴恩斯特普爾鎮在2006年有人口34,000人。圖中為巴恩斯特普爾大橋

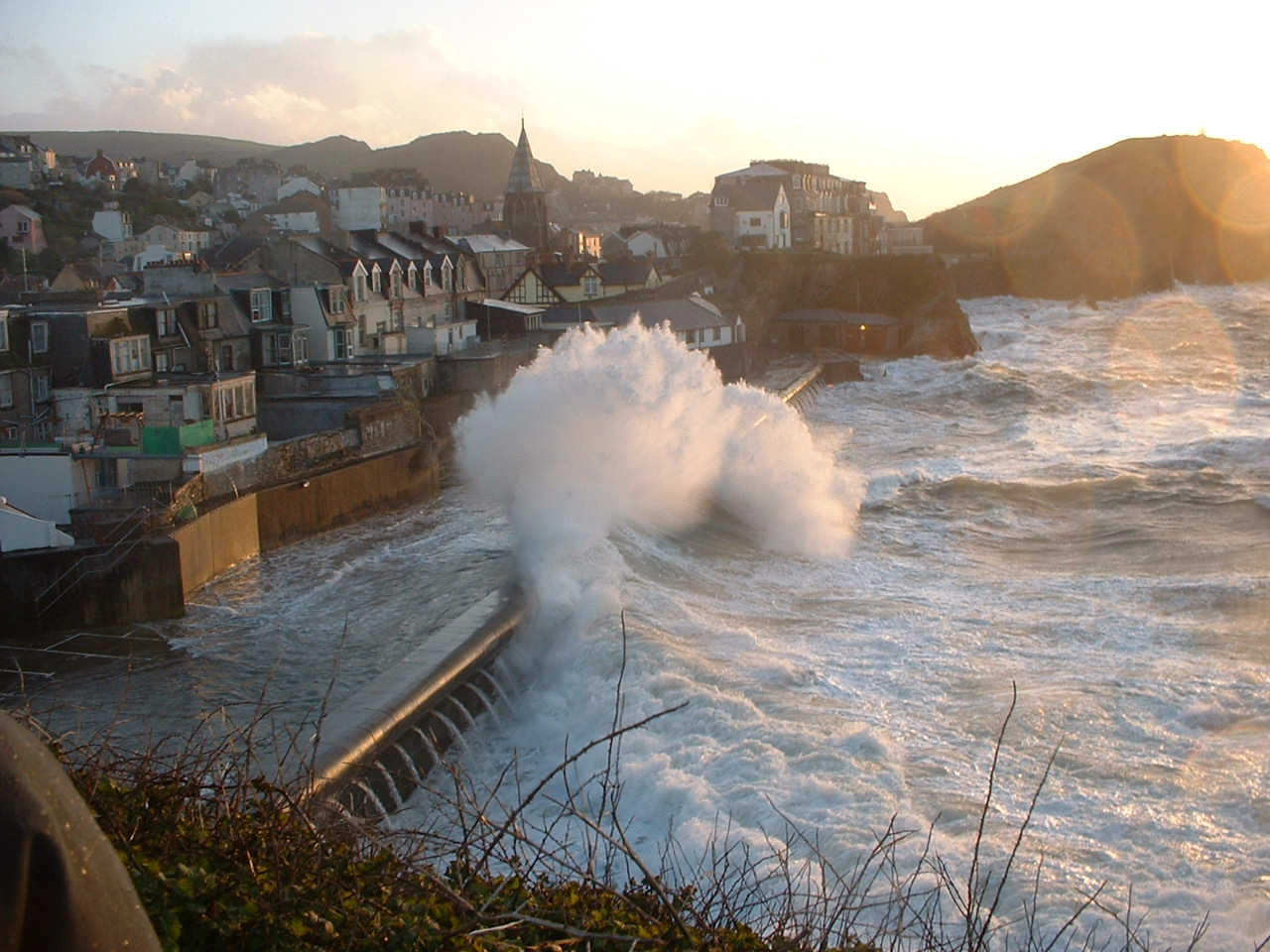
伊爾弗勒科姆，是西南沿海岸的一個漁港小鎮，人口約10,840（2001年）